# Eremobates zinni
Espèce
Eremobates zinni est une espèce de solifuges de la famille des Eremobatidae.

## Distribution
Cette espèce est endémique des États-Unis. Elle se rencontre en Californie, au Nevada et en Utah.

## Description
Le mâle holotype mesure 21,0 mm et la femelle paratype 23,0 mm.

## Étymologie
Cette espèce est nommée en l'honneur de Donald J. Zinn.

## Publication originale
- Muma, 1951 : The Arachnid order Solpugida in the United States. Bulletin of the American Museum of Natural History, no 97, p. 31-141 (texte intégral).